# Station Morre
Station Morre is een spoorweghalte in de Franse gemeente Morre. Zij wordt bediend door treinen van het netwerk TER Bourgogne-Franche-Comté op de verbinding 
van Besançon naar Valdahon of Morteau of La Chaux-de-Fonds.